# Samuel Vigneault
Samuel Vigneault, född 7 september 1995 i Baie-Comeau, Québec, är en kanadensisk professionell ishockeyspelare som spelar för Modo Hockey i SHL.